# کالوین دیویس (بازیکن فوتبال)
کالوین دیویس (انگلیسی: Calvin Davies؛ زادهٔ ۷ سپتامبر ۱۹۹۷) بازیکن فوتبال اهل بریتانیا است.
از باشگاه‌هایی که در آن بازی کرده‌است می‌توان به باشگاه فوتبال هاوانت و واترلوویل و باشگاه فوتبال پورتسموث اشاره کرد.